# Schistidium amblyophyllum
Schistidium amblyophyllum är en bladmossart som beskrevs av Ryszard Ochyra och Hannes Hertel 1990. Schistidium amblyophyllum ingår i släktet blommossor, och familjen Grimmiaceae. Inga underarter finns listade i Catalogue of Life.